# Neurahlstedter Graben
El Neurahlstedter Graben és un afluent del Wandse al l'estat d'Hamburg. Neix al Parc natural d'Höltigbaum, a prop de la frontera de Slesvig-Holstein. Al carrer Boltwischen es troba una conca de retenció, paradís de pescadors, que té noms diversos: Panzerteich, perquè va ser creat per a la neteja dels blindats “(panzer” en alemany) de la caserna Goltz però també s'anomena Eichberg See o Moränen See. Des de l'estany, en passar per a la major part a través jardins privats el rierol queda inaccessible.